# خورشیدگرفتگی ۱۱ اوت ۱۹۶۱
خورشیدگرفتگی ۱۱ اوت ۱۹۶۱ (به انگلیسی: Solar eclipse of August 11, 1961) یک خورشیدگرفتگی از نوع خورشیدگرفتگی حلقه‌ای است. این خورشیدگرفتگی در تاریخ ۱۱ اوت ۱۹۶۱ میلادی (‎۲۰ مرداد ۱۳۴۰ خورشیدی) روی داد که زمان اوج آن، ساعت ۱۰:۴۶:۴۷ به‌وقت ساعت هماهنگ جهانی بوده‌است. مدت زمان و طول این خورشیدگرفتگی ۶ دقیقه و ۳۵ ثانیه بود.